# 中立豊
中立 豊（なかだて ゆたか、1979年8月2日 - ）は、日本のお笑いタレント。

## 来歴
京都府久世郡久御山町出身。吉本興業所属。血液型はB型。けもの道というお笑いコンビで活躍していたが、相方の不祥事により2005年に解散。その解散によって人間不信になり､とび職をしていた。
baseよしもとではピン芸人「ルチャダテリブレ」という名前で覆面レスラーキャラとして活躍。メッセンジャーあいはら率いるパラ軍団所属。元ロデオボックス田中邦彦と無駄無駄ラッシュというコンビを結成。現在はコンビ名をザ・ワールドに変更している。

## 出演
- 上方芸能三国志（ヨシモトファンダンゴTV）
- ごきげん!ブランニュ（朝日放送）